# 3596 Meriones
3596 Meriones este un asteroid descoperit pe 14 noiembrie 1985 de Poul Jensen și Karl Augustesen.